# ايراسموس ستوكمان
ايراسموس ستوكمان (بالألمانية: Erasmus Stockmann) (و. 1544 – 1608 م) هو رياضياتي، وفيزيائي، وأستاذ جامعي ولد في هامبورغ.
توفي في روستوك، عن عمر يناهز 64 عاماً.